# Жулина, Ольга Николаевна
О́льга Никола́евна Жу́лина (15 июня 1957, Ожерелье, Каширский район, Московская область) — советская и российская киноактриса, кинорежиссёр, сценарист и кинопродюсер.

## Биография
Родилась в 1957 году в городе Ожерелье Московской области (ныне — микрорайон города Кашира). Отец был рабочий, мама — учительница. Кроме Ольги, в семье росло ещё двое детей.
Учась в школе, активно и с большим удовольствием участвовала в художественной самодеятельности, где и почувствовала в себе тягу к перевоплощениям, к актёрской профессии. В пятом классе Ольга была приглашена «Мосфильмом» на пробы к фильму «Точка, точка, запятая…», однако на роль взяли другую девочку.
Имея хорошие способности к физике и математике, собиралась после школы поступать на физмат. В 1974 году окончила среднюю школу № 65 и всё-таки поступила в Театральное училище им. Щепкина.
Первая роль в кино состоялась в телевизионном сериале Григория Кохана «Рождённая революцией». Далее сыграла главную роль (школьницы) в фильме «Перед экзаменом». За неё в 1977 году получила главный приз за женскую роль на кинофестивале в Ташкенте.
Несмотря на то, что студентам Щепкинского училища запрещали сниматься в фильмах, Ольга вскоре получает сразу два приглашения на съёмки — «Цыган» и «Шкура белого медведя».

## Личная жизнь
Трижды была замужем.
- Первый муж — Александр Демидов, театральный критик, имел свою театральную студию. Ольга совмещала работу в Театре имени Маяковского с работой в студии мужа.
- Третий муж — Иван Василёв, режиссёр. Жулина снялась в двух его фильмах — «На помощь, братцы!» и «Veniks. Половые щётки». Оба фильма были сняты в трудное для российского кинематографа время (конец 1980-х — начало 1990-х) и в прокат так и не попали.

Актриса сама окончила режиссёрские курсы, но работу в кино и театре оставила, занявшись рекламным бизнесом. Получила предложение снять полнометражную кинокартину «Поцелуй не для прессы». Этот фильм также не дошёл до проката.
Самостоятельной режиссёрской работой Ольги стал фильм «Обречённые на войну». Кроме того, в нём она выступила как сценарист и продюсер.

## Фильмография

### Актёрские работы
- 1974 — Рождённая революцией — девушка в подъезде
- 1977 — Четвёртая высота — Надя
- 1977 — Струны для гавайской гитары (короткометражный) — учительница
- 1977 — Перед экзаменом — Таня Гусакова (главная роль)
- 1978 — Прошлогодняя кадриль — Тоня (главная роль)
- 1978 — Голубые молнии — Таня Кравченко
- 1979 — Цыган — Нюра, дочь Клавдии
- 1985 — Возвращение Будулая — Нюра, дочь Клавдии
- 1988 — На помощь, братцы! — Фёкла, она же Фёкла I
- 1991 — Veniks. Половые щётки — Мария Ивановна Тарасова
- 1992 — Время вашей жизни — Татьяна
- 2008 — Поцелуй не для прессы — эпизод

### Другие работы
- 2008 — Обречённые на войну — режиссёр, сценарист, продюсер
- 2008 — Поцелуй не для прессы — режиссёр